# Gare de Saint-Just-Luzac
Ne doit pas être confondu avec Gare de Saint-Just-en-Chaussée.
La gare de Saint-Just-Luzac était une gare ferroviaire française, de la ligne de Cabariot au Chapus. Elle était située à environ 2,5 kilomètres du bourg centre de la commune de Saint-Just-Luzac, dans le département de la Charente-Maritime, en région Nouvelle-Aquitaine.
C'est une station lorsqu'elle est mise en service, en 1889, par l'Administration des chemins de fer de l'État. Elle fermera en 1971, lors de l'arrêt du service des voyageurs sur la ligne.

## Situation ferroviaire
Établie à 8 mètres d'altitude, la gare de Saint-Just-Luzac était située au point kilométrique (PK) 21,4xx de la ligne de Cabariot au Chapus, entre les gares de Saint-Agnant-les-Marais, s'intercale l'arrêt de Bellevue, et de Marennes.
Gare d'évitement, elle disposait d'une deuxième voie, pour le croisement des trains.

## Histoire
L'installation d'une gare sur la commune de Saint-Just-Luzac, se précise en 1880 avec une mise à l'enquête, dans le cadre du projet de ligne de Tonnay-Charente à Marennes et au Chapus. Le 20 décembre le ministre confirme qu'elle fait partie des points d'arrêts choisis.
La « station de Saint-Just » est mise en service le 17 février 1889 par l'Administration des chemins de fer de l'État, lorsqu'elle ouvre à une « exploitation restreinte » son « chemin de fer de Tonnay-Charente à Marennes et au Chapus ». L'ouverture officielle à une exploitation ordinaire de la « station de Saint-Just-Luzac » a lieu le 1er juillet 1889.
La ligne, et la gare, sont fermées au service des voyageurs le 26 septembre 1971.

## Patrimoine ferroviaire
Les édifices d'origine : le bâtiment voyageurs et la halle à marchandises sont toujours présents sur le site.